# Adelheid Schulz
Adelheid "Heidi" Schulz . Nacida el 31 de marzo de 1955 en Lörrach, Alemania. Fue una miembro y terrorista de la Fracción del Ejército Rojo, en Alemania Occidental. 

## Juventud
Schulz se formó para ser enfermera, y se mudó a Karlsruhe a principios de la década de 1970, conviviendo en un apartamento con Günter Sonnenberg, Knut Folkerts y su novio Christian Klar —todos quienes posteriormente van a ser convictos por crímenes producto del terrorismo—. Fue en este tiempo que Schulz empezó a demostrar una posición política radical, y posteriormente decide embarcarse en la vida del terrorismo.

## Terrorismo
Schulz se convirtió en un importante miembro de la segunda generación de la Fracción del Ejército Rojo o RAF, por sus siglas en alemán.
- En 1977 alquiló una Casa de Observación cerca de la villa de Jürgen Ponto, desde donde lo vigilaron hasta preparar su secuestro, sin embargo fue posteriormente asesinado por terroristas de la RAF.

- Después en 1977, Schulz estuvo envuelta en el secuestro y asesinato de Hanns Martin Schleyer.

- En 1978 ella estuvo envuelta en un tiroteo, con cuatro policías fronterizos de Holanda, en el pueblo de Kerkrade, de los cuales resultaron muertos dos de los policías.

- Entre noviembre de 1978 y abril de 1979, Schulz participó en al menos tres asaltos a entidades bancarias.[4]

- El 11 de noviembre de 1982, Schulz (junto a Brigitte Mohnhaupt) fue arrestada cuando entraba a un depósito clandestino de armas que era vigilado por la Policía, siendo arrestadas en el bosque de Offenbach.[5]

## Detención y vida posterior
Schulz estuvo a cargo del enlace entre casi todos los miembros de la Fracción del Ejército Rojo entre 1977 y 1981, incluyendo los asesinatos de Ponto, Siegfried Buback y Schleyer. Por ello recibió tres cadenas perpetuas.
En prisión tomó parte en varias huelgas de hambre, por lo cual fue obligada a comer. Ella describió estos forzamientos;
"horas de náusea, taquicardias, dolor, y efectos similares a la fiebre. Algunas veces experimenté fuertes calorones; seguidos de escalofríos."
Las huelgas de hambre dejaron a Schulz muy debilitada, en vista de su estado delicado de salud fue liberada de prisión en 1998 y eventualmente perdonada por el Presidente Johannes Rau en 2002.
Schulz ahora vive en Fráncfort del Meno, pero está incapacitada como resultado de su continuado mal estado de salud, a su vez consecuencia de las huelgas de hambre.